# Верхнеудинская женская гимназия

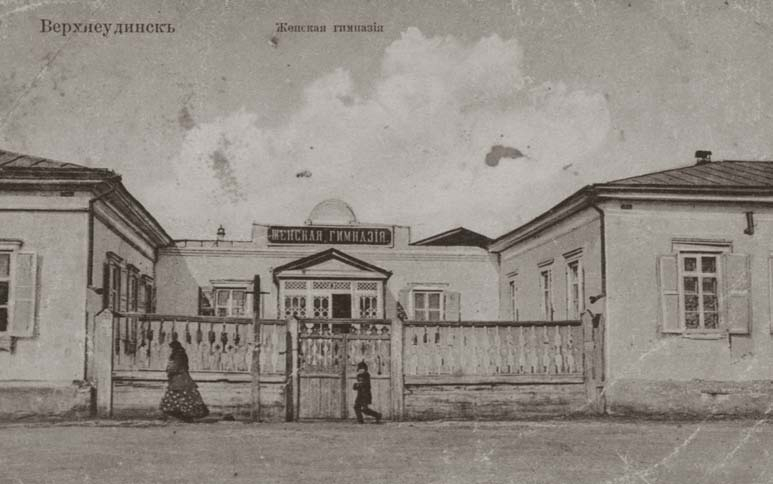
Здание Верхнеудинской женской гимназии. Почтовая карточка.

Верхнеу́динская же́нская гимна́зия — учебное заведение, работавшее в Верхнеудинске (современный Улан-Удэ) с 1860 по 1920-е годы.

## История
В 1860 году в Верхнеудинске было учреждено женское училище 2-го разряда — трёхклассная женская прогимназия. Училище располагалось на Троицкой улице в трёх деревянных зданиях, соединённых между собой каменными переходами. Первое здание было пожертвовано верхнеудинским купцом И. П. Фроловым, второе построили в 1882 году на средства города и частные пожертвования, третье — в 1906 году на средства попечительского совета. Прогимназия располагала отдельным физическим кабинетом, который был ещё и читальней, небольшим залом, библиотекой, кабинетом врача, учительской, канцелярией и 10-ю классными комнатами. 
В 1881 году прогимназия работала как 4-классная с двумя подготовительными классами. В 1900 году в прогимназии было учреждено 6 стипендий им. А. С. Пушкина по 10 рублей для беднейших учениц. Средства выделила Верхнеудинская городская дума и Верхнеудинское мещанское общество. В 1903 году в библиотеке училища было 469 названий книг в 643 томах, хранилось 19 периодических изданий в 485 томах. 
С 1 августа 1904 года, из-за ежегодного открытия старших классов, начато преобразование прогимназии в гимназию. 
В 1862 году в женском училище обучалась 31 воспитанница, в 1872 году — 54, в 1881 году — 83, в 1896 году — 99, в 1915 году — 399. 
К 1 августа 1906 года в гимназии действовало 7 классов, в 1909 году открылся восьмой дополнительный педагогический класс. В гимназии изучались: Закон Божий, русский язык, математика, география, история, естествознание, физика, космография, чистописание, рукоделие, немецкий язык, французский язык, рисование, педагогика, гигиена. 
В 1917 году восьмой педагогический класс был преобразован в общеобразовательный. В 1917 году в гимназии обучалось 479 учениц. В связи с отсутствием пансиона и общежития ученицы обычно жили у родителей или родственников.
Во время летних каникул 1920 года правительство Дальневосточной республики провело реформу образования: были ликвидированы гимназии, реальные и начальные училища, семинарии. В 1923 году после образования Бурят-Монгольской АССР в зданиях гимназии работала школа № 1.